# Меквон (Вісконсин)
Меквон (англ. Mequon) — місто (англ. city) в США, в окрузі Озокі штату Вісконсин. Населення — 25 142 особи (2020).

## Географія
Меквон розташований за координатами 43°12′47″ пн. ш. 88°0′49″ зх. д. / 43.21306° пн. ш. 88.01361° зх. д. (43.213118, -88.013696).  За даними Бюро перепису населення США в 2010 році місто мало площу 126,30 км², з яких 119,86 км² — суходіл та 6,44 км² — водойми.

### Клімат
| Клімат : Меквон              | Клімат : Меквон | Клімат : Меквон | Клімат : Меквон | Клімат : Меквон | Клімат : Меквон | Клімат : Меквон | Клімат : Меквон | Клімат : Меквон | Клімат : Меквон | Клімат : Меквон | Клімат : Меквон | Клімат : Меквон | Клімат : Меквон |
| Показник                     | Січ.            | Лют.            | Бер.            | Квіт.           | Трав.           | Черв.           | Лип.            | Серп.           | Вер.            | Жовт.           | Лист.           | Груд.           | Рік             |
| Середній максимум, °C        | −2,8            | −0,6            | 5,6             | 12,8            | 18,9            | 24,4            | 27,2            | 26,1            | 22,2            | 15,0            | 7,2             | −0,6            | 13,0            |
| Середній мінімум, °C         | −11,7           | −10             | −4,4            | 1,7             | 6,7             | 12,2            | 15,0            | 13,9            | 9,4             | 3,3             | −2,2            | −8,9            | 2,1             |
| Норма опадів, мм             | 41              | 38              | 48              | 93              | 93              | 104             | 103             | 104             | 89              | 67              | 63              | 44              | 887             |
| ---------------------------- | --------------- | --------------- | --------------- | --------------- | --------------- | --------------- | --------------- | --------------- | --------------- | --------------- | --------------- | --------------- | --------------- |
| Джерело: The Weather Channel |                 |                 |                 |                 |                 |                 |                 |                 |                 |                 |                 |                 |                 |

## Демографія
Згідно з переписом 2010 року, у місті мешкали 23 132 особи в 8598 домогосподарствах у складі 6561 родини. Густота населення становила 183 особи/км².  Було 9145 помешкань (72/км²).
Расовий склад населення:
| - 92,0 % — білих - 3,6 % — азіатів - 2,8 % — чорних або афроамериканців - 0,1 % — корінних американців |

До двох чи більше рас належало 1,2 %. Частка іспаномовних становила 2,0 % від усіх жителів.
За віковим діапазоном населення розподілялося таким чином: 23,1 % — особи молодші 18 років, 59,6 % — особи у віці 18—64 років, 17,3 % — особи у віці 65 років та старші. Медіана віку мешканця становила 45,9 року. На 100 осіб жіночої статі у місті припадало 94,5 чоловіків;  на 100 жінок у віці від 18 років та старших — 90,6 чоловіків також старших 18 років.
Середній дохід на одне домашнє господарство  становив 157 729 доларів США (медіана — 101 986), а середній дохід на одну сім'ю — 184 909 доларів (медіана — 122 364). Медіана доходів становила 98 992 долари для чоловіків та 52 069 доларів для жінок. За межею бідності перебувало 3,6 % осіб, у тому числі 5,3 % дітей у віці до 18 років та 4,1 % осіб у віці 65 років та старших.
Цивільне працевлаштоване населення становило 10 876 осіб. Основні галузі зайнятості: освіта, охорона здоров'я та соціальна допомога — 27,2 %, науковці, спеціалісти, менеджери — 16,8 %, виробництво — 13,6 %, фінанси, страхування та нерухомість — 11,2 %.